# Genoa Cricket and Football Club 1921-1922
Questa voce raccoglie le informazioni riguardanti il Genoa Cricket and Football Club nelle competizioni ufficiali della stagione 1921-1922.

## Stagione
La squadra raggiunse la finale della Lega Nord.
Nel settembre 1921 il Genoa inizia la pubblicazione della sua rivista ufficiale, il "Genoa Club".

## Divise
La maglia per le partite casalinghe presentava i colori attuali (anche se la dicitura ufficiale era rosso granato e blu) ma a differenza di oggi il blu era posizionato a destra.
La seconda maglia era la classica maglia bianca con le due strisce orizzontali rosso-blu sormontate dallo stemma cittadino.

## Organigramma societario
Area direttiva
- Presidente: Guido Sanguineti

Area tecnica
- Allenatore: William Garbutt

## Rosa
| N. |                   | Ruolo | Calciatore       |
| -- | ----------------- | ----- | ---------------- |
|    | Italia (bandiera) | P     | Giovanni De Prà  |
|    | Italia (bandiera) | P     | Giuseppe Scotti  |
|    | Italia (bandiera) | D     | Ottavio Barbieri |
|    | Italia (bandiera) | D     | Mario Costella   |
|    | Italia (bandiera) | D     | Renzo De Vecchi  |
|    | Italia (bandiera) | D     | Giuseppe Ferrari |
|    | Italia (bandiera) | D     | Ruggero Maineri  |
|    | Italia (bandiera) | D     | Rinaldo Morchio  |
|    | Italia (bandiera) | D     | Daniele Moruzzi  |
|    | Italia (bandiera) | C     | Guido Aycard     |
|    | Italia (bandiera) | C     | Luigi Burlando   |

| N. |                   | Ruolo | Calciatore                |
| -- | ----------------- | ----- | ------------------------- |
|    | Italia (bandiera) | C     | Mario Capurro             |
|    | Italia (bandiera) | C     | Adevildo De Marchi        |
|    | Italia (bandiera) | C     | Ettore Leale              |
|    | Italia (bandiera) | C     | Giovanni Battista Rebuffo |
|    | Italia (bandiera) | C     | Enrico Sardi              |
|    | Italia (bandiera) | A     | Augusto Bergamino         |
|    | Italia (bandiera) | A     | Mario Bussich             |
|    | Italia (bandiera) | A     | Edoardo Catto             |
|    | Italia (bandiera) | A     | Angelo Cimarosti          |
|    | Italia (bandiera) | A     | Edoardo Mariani           |
|    | Italia (bandiera) | A     | Luigi Tabacco             |

## Calciomercato
| Acquisti | Acquisti                  | Acquisti         | Acquisti |
| R.       | Nome                      | da               | Modalità |
| -------- | ------------------------- | ---------------- | -------- |
| C        | Guido Aycard              | Genoa II         | -        |
| C        | Luigi Burlando            | Andrea Doria     | -        |
| A        | Mario Bussich             | Sestrese         | -        |
| A        | Edoardo Catto             | Serenitas Genova | -        |
| A        | Angelo Cimarosti          | Edera            | -        |
| D        | Mario Costella            | Andrea Doria     | -        |
| C        | Adevildo De Marchi        | Andrea Doria     | -        |
| P        | Giovanni De Prà           | Spes Genova      | -        |
| D        | Ruggero Maineri           | Sestrese         | -        |
| D        | Rinaldo Morchio           | Spes Genova      | -        |
| D        | Daniele Moruzzi           | Spes Genova      | -        |
| C        | Giovanni Battista Rebuffo | Novese           | -        |
| P        | Giuseppe Scotti           | Pavia            | -        |

| Cessioni | Cessioni                   | Cessioni        | Cessioni      |
| R.       | Nome                       | da              | Modalità      |
| -------- | -------------------------- | --------------- | ------------- |
| C        | Luigi Benvenuto            | G. C. Bolzaneto | -             |
| D        | Giacomo Bergamino          | Spezia          | -             |
| D        | Pietro Braga               | Triestina       | -             |
| D        | Tullio Caviglia            | Genoa II        | -             |
| A        | Cereseto                   | ?               | -             |
| C        | Angelo Dellacasa           | Andrea Doria    | -             |
| D        | Carlo Ferrari              | -               | fine carriera |
| P        | Valentino Gola             | Genoa II        | -             |
| A        | Edoardo Leone              | Genoa II        | -             |
| A        | Giacomo Magioncalda        | Quarto          | -             |
| P        | Italo Ricci                | Livorno         | -             |
| P        | Giacomo Rolla              | -               | fine carriera |
| A        | Leone Scotti               | Livorno         | -             |
| C        | Domenico Sedino            | Sampierdarenese | -             |
| C        | Giovanni Battista Traverso | Andrea Doria    | -             |
| A        | Percy Walsingham           | -               | fine carriera |
| C        | Vittorio Zorzoli           | -               | fine carriera |

## Risultati

### Prima Divisione

#### Girone B
| Pisa 2 ottobre 1921                              | Pisa      | 1 – 1   | Genoa | Arena Garibaldi |
| \| \| \| \| \| Sbrana \| Marcatori \| Moruzzi \| |           |         |       |                 |
|                                                  |           |         |       |                 |
| Sbrana                                           | Marcatori | Moruzzi |       |                 |

| Arbitro: | Rangone (Alessandria) |

|                                                  |           |  |
| Catto 42’ De Vecchi ?’ (rig.) Sardi ?’ (rig.) ?’ | Marcatori |  |

| Arbitro: | Mombelli (Casale) |

|  |           |                       |
|  | Marcatori | 29’ Moruzzi 52’ Catto |

| Arbitro: | Minoli (Torino) |

|                                                                              |           |  |
| Burlando 7’ Barbieri 8’ Catto 34’ Bezzeghin 36’ (aut.) Sardi 88’ Moruzzi 76’ | Marcatori |  |

| Arbitro: | A.Gama (Milano) |

|           |           |  |
| Catto 81’ | Marcatori |  |

| Padova 6 novembre 1921                        | Padova    | 0 – 1       | Genoa |  |
| \| \| \| \| \| \| Marcatori \| 29’ Moruzzi \| |           |             |       |  |
|                                               |           |             |       |  |
|                                               | Marcatori | 29’ Moruzzi |       |  |

| Arbitro: | Massa (Torino) |

|                     |           |  |
| Catto 10’ Sardi 51’ | Marcatori |  |

| Arbitro: | Majani (Torino) |

|               |           |             |
| Forlivesi 48’ | Marcatori | 33’ Mariani |

| Arbitro: | Mauro (Milano) |

|                |           |                                |
| Catto 54’, 74’ | Marcatori | 69’ (rig.) Carcano 85’ Gandini |

| Arbitro: | A.Gama (Milano) |

|                     |           |                                         |
| Burlando 70’ (aut.) | Marcatori | 56’ De Vecchi 60’ Bergamino I 82’ Catto |

| Arbitro: | Barnabò (Milano) |

|                           |           |  |
| Bergamino I 20’ Catto 48’ | Marcatori |  |

| Arbitro: | A.Gama (Milano) |

|                       |           |  |
| Sardi 80’ Moruzzi 84’ | Marcatori |  |

| Arbitro: | Venegoni (Legnano) |

|                                          |           |                          |
| Caligaris 15’ (rig.), 60’ Bertinotti 63’ | Marcatori | 5’ Sardi 42’ Bergamino I |

| Arbitro: | Venegoni (Legnano) |

|                       |           |  |
| Sardi 44’ Mariani 48’ | Marcatori |  |

| Arbitro: | Panzeri (Milano) |

|              |           |                                           |
| Beghin I 40’ | Marcatori | 13’ Catto 36’, 46’, 51’ Sardi 71’ Mariani |

| Arbitro: | Venegoni (Legnano) |

|  |           |           |
|  | Marcatori | 65’ Sardi |

| Arbitro: | Armano (Torino) |

|                                                          |           |           |
| Bergamino I 11’, 60’, 63’, 71’ Aycard 44’ Sardi 84’, 89’ | Marcatori | 80’ Conti |

| Arbitro: | Scamoni (Torino) |

|          |           |                                          |
| Aebi 42’ | Marcatori | 20’, 40’ Sardi 55’ Bergamino I 88’ Catto |

| Arbitro: | Gera (Torino) |

|                                                       |           |  |
| Sardi 19’, 27’, 52’ Catto 24’, 34’, 41’ De Vecchi 69’ | Marcatori |  |

| Arbitro: | A.Gama (Milano) |

|         |           |                      |
| Gay 44’ | Marcatori | 74’ (rig.) De Vecchi |

| Arbitro: | Varetto (Torino) |

|                             |           |  |
| Bergamino I 74’ Bussich 86’ | Marcatori |  |

| Arbitro: | A.Gama (Milano) |

|               |           |           |
| Boglietti 43’ | Marcatori | 67’ Sardi |

#### Finale della Lega Nord
| Vercelli 7 maggio 1922 | Pro Vercelli       | 0 – 0 | Genoa | Comunale\| Arbitro: \| Venegoni (Legnano) \| |
| Arbitro:               | Venegoni (Legnano) |       |       |                                              |

| Arbitro: | Brunetti (Torino) |

|                    |           |                     |
| Bossola 27’ (aut.) | Marcatori | 16’ Gay 73’ Rampini |

## Statistiche

### Statistiche di squadra
| Competizione    | Punti | In casa | In casa | In casa | In casa | In casa | In casa | In trasferta | In trasferta | In trasferta | In trasferta | In trasferta | In trasferta | Totale | Totale | Totale | Totale | Totale | Totale | DR  |
| Competizione    | Punti | G       | V       | N       | P       | Gf      | Gs      | G            | V            | N            | P            | Gf           | Gs           | G      | V      | N      | P      | Gf     | Gs     | DR  |
| --------------- | ----- | ------- | ------- | ------- | ------- | ------- | ------- | ------------ | ------------ | ------------ | ------------ | ------------ | ------------ | ------ | ------ | ------ | ------ | ------ | ------ | --- |
| Prima Categoria | 38    | 12      | 10      | 1       | 1       | 40      | 5       | 12           | 6            | 5            | 1            | 22           | 10           | 24     | 16     | 6      | 2      | 62     | 15     | +47 |

### Statistiche dei giocatori
| Giocatore     | Prima Divisione | Prima Divisione |
| Giocatore     | Presenze        | Reti            |
| ------------- | --------------- | --------------- |
| G. Aycard     | 1               | 1               |
| O. Barbieri   | 24              | 1               |
| A. Bergamino  | 20              | 9               |
| L. Burlando   | 24              | 1               |
| M. Bussich    | 4               | 1               |
| M. Capurro    | 1               | 0               |
| E. Catto      | 20              | 14              |
| A. Cimarosti  | 1               | 0               |
| M. Costella   | 6               | 0               |
| A. De Marchi  | 1               | 0               |
| G. De Prà     | 23              | 0               |
| R. De Vecchi  | 24              | 4               |
| G. Ferrari    | 0               | 0               |
| E. Leale      | 19              | 0               |
| R. Maineri    | 5               | 0               |
| E. Mariani    | 22              | 3               |
| R. Morchio    | 11              | 0               |
| D. Moruzzi    | 20              | 5               |
| G. B. Rebuffo | 15              | 0               |
| E. Sardi      | 22              | 21              |
| G. Scotti     | 1               | 0               |
| L. Tabacco    | 0               | 0               |